# 日向長井駅
日向長井駅（ひゅうがながいえき）は、宮崎県延岡市北川町長井にある、九州旅客鉄道（JR九州）日豊本線の駅である。

## 歴史
- 1922年（大正11年）10月29日：鉄道省により開設[1][2]。
- 1962年（昭和37年）10月1日：貨物取扱廃止[2]。
- 1972年（昭和47年）3月30日：荷物扱い廃止[3]。駅員無配置駅となる[4]。
- 1987年（昭和62年）4月1日：国鉄分割民営化により、JR九州の駅となる[2]。
- 1992年（平成4年） 3月末：簡易委託営業廃止。駅前在住の個人が受託し、午前中の下り普通列車1本に限り、ホーム上できっぷの立ち売りを実施していた。ただし、券種は「普通乗車券（延岡まで）」のみであった。
- 1996年（平成8年）6月1日：宮崎総合鉄道事業部発足により、大分支社から鹿児島支社に移管。
- 2017年（平成29年）
  - 9月19日：平成29年台風18号により9月17日から運休[5]、臼杵駅 - 延岡駅間不通のため佐伯駅 - 延岡駅間で代行バス輸送を開始[6]。
  - 9月20日：市棚駅 - 延岡駅間運転再開（当駅のバス代行輸送終了）[7][8]。
- 2022年（令和4年）4月1日：宮崎支社の発足により、鹿児島支社から同支社へ移管[9]。

## 駅構造
相対式ホーム2面2線を有する地上駅。互いのホームは跨線橋で連絡している。
かつては貨物の取扱いがあったが駅舎は解体され、現在はブロック積みの駅待合室を有する無人駅になっている。

### のりば
| のりば | 路線      | 方向 | 行先           |
| ------ | --------- | ---- | -------------- |
| 1      | ■日豊本線 | 下り | 佐伯・大分方面 |
| 2      | ■日豊本線 | 上り | 延岡・宮崎方面 |

## 利用状況
近年の1日平均乗車人員は以下の通り。
| 年度   | 1日平均 乗車人員 |
| ------ | ---------------- |
| 1996年 | 16               |
| 1997年 | 13               |
| 1998年 | 13               |
| 1999年 | 13               |
| 2000年 | 9                |
| 2001年 | 8                |
| 2002年 | 9                |
| 2003年 | 5                |
| 2004年 | 6                |
| 2005年 | 5                |
| 2006年 | 6                |
| 2007年 | 5                |
| 2008年 | 8                |
| 2009年 | 8                |
| 2010年 | 9                |
| 2011年 | 6                |
| 2012年 | 7                |
| 2013年 | 6                |
| 2014年 | 6                |
| 2015年 | 3                |

## 駅周辺
- 長井郵便局
- 延岡市立長井保育所
- 可愛岳
- 東九州自動車道北川インターチェンジ
- 国道10号 - 道の駅北川はゆま
- 宮崎交通「長井」停留所（延岡-差木野-長井-熊田-黒内）

## 隣の駅
九州旅客鉄道（JR九州）
■日豊本線
北川駅 - 日向長井駅 - 北延岡駅